# 2043
2043 (MMXLIII) kommer att bli ett normalår som börjar en torsdag i den gregorianska kalendern.

## Framtida händelser

### Okänt datum
- Den indiska ekonomin kommer att överträffa den amerikanska ekonomin, enligt Goldman Sachs.[1]
- Slovenien kommer att stänga ner sina kärnkraftverk.